# Tafsir
Tafsir (em árabe: تفسير, trans.: Tafsīr, em teoria: interpretação) é o termo árabe para a prática da exegese do Alcorão.
O tasfir passou a se existir após a morte de Maomé, para combater ambiguidades, variações de textos, passagens defeituosas e aparentes contradições dos escritos sagrados de sua autoria. O tafsir por vezes aplica princípios da hermenêutica, embora seja comum a aplicação de critérios pessoais.
Os primeiros esforços nesse sentido tiveram como base o hádice. O trabalho mais completo de interpretação do Alcorão foi compilado pelo historiador persa Atabari. Alguns muçulmanos modernos tem empregado o tafsir como apoio para idéias reformistas.

## Etimologia
A palavra tafsīr é derivada da raiz árabe, F-S-R, o que significa explicar, expor, divulgar. Em contextos islâmicos, ele é definida como entender e descobrir a Vontade de Deus, que foi transmitida pelo texto do Alcorão, por meio da língua árabe e do próprio conhecimento. Esta definição inclui:
- determinar o estilo do texto e sua eloquência;
- definição de palavras desconhecidas ou de outra forma menos utilizados;
- o esclarecimento dos significados de versos;
- extração de leis e decisões;
- explicando os pensamentos subjacentes em metáforas e discurso figurativo;
- versos de reconciliação que parecem contraditórios;
- descobrir as razões subjacentes para parábolas.

## História
Os primeiros exemplos de tafsir podem ser encontrados até o profeta islâmico Maomé. Durante sua missão profética, como o Alcorão foi revelado a ele, ele recitou os versos de seus companheiros, geralmente explicando seus significados para ensiná-los. Esta é uma das responsabilidades de Maomé. Elementos de explicações de Maomé são:
- Esclarecendo contra cujo conteúdo não é entendido;
- Indicação de nomes, lugares, tempos, etc, que não tenham sido mencionados no verso;
- Restrição de significados que foram dados como absolutos;
- Conciliar expressões que parecem contraditórias.

Embora os estudiosos, incluindo Ibn Taymiyyah, alegam que Maomé foi comentado em todo o Alcorão, outros, incluindo Al-Ghazali que cita a quantidade limitada de narrativas, indicando que ele comenta apenas sobre uma parte do Alcorão. Essas interpretações não foram coletadas de forma independente em um livro, em vez disso, elas foram registradas em livros, sob o tema da tafsir, junto com outras narrações de Maomé.